# Čvrsnica
Čvrsnica är en bergskedja i Bosnien och Hercegovina.   Den ligger i entiteten Federationen Bosnien och Hercegovina, i den centrala delen av landet, 70 km väster om huvudstaden Sarajevo.
Trakten runt Čvrsnica består i huvudsak av gräsmarker. Runt Čvrsnica är det ganska tätbefolkat, med 93 invånare per kvadratkilometer.